# Torneo Regional del Noroeste 2016
El Torneo Regional del Noroeste 2016, llamado Luis Brandan, fue la décima octava edición de la competición regional de rugby del noroeste argentino. Con clubes de la Unión de Rugby de Tucumán, Jujuy, Salta y Santiago del Estero en 3 categorías.
La edición tuvo el título compartido por Tarcos y Universitario.

## Forma de disputa
Se disputará un Torneo de Clasificación sin arrastre de puntos en una rueda, todos contra todos, compitiendo los 16 equipos donde los primeros 8 clasifican al Súper 8, mientras que los equipos restantes disputarán la Zona Clasificación. El Fixture se realizará respetando el sistema olímpico a 15 fechas, respetando la clasificación del Torneo Regional 2015. 
Los 8 primeros equipos clasificados jugarán la Zona Campeonato (Súper 8) a una (1) rueda todos contra todos. El Fixture se realizará respetando la clasificación anterior con sistema olímpico (7 fechas). Los 4 (cuatro) primeros de la Zona Campeonato jugarán entre sí, a una rueda, con arrastre de puntos de la clasificación anterior, para definir el campeón del Torneo Regional 2016. Los ubicados del 5° al 8° puesto de la zona Campeonato también jugarán entre sí a una rueda por la Copa de Plata, con arrastre de puntos para definir las posiciones para los torneos nacionales.
Los clasificados del 9° al 16° puesto, jugarán la Zona Clasificación empezando de 0, en una (1) rueda todos contra todos. Los primeros 4 disputarán la Copa de Bronce, mientras que los últimos 4 disputarán la Copa Bowl, todos con arrastre de puntos, descendiendo los últimos 2 equipos (15º y 16º). No habrá ascensos, quedando 14 equipos para la temporada 2017 en la máxima categoría. El fixture se realizará respetando la clasificación anterior con sistema olímpico (7 fechas). 
En caso de empate entre dos o más equipos en cualquiera de los puestos de la tabla de posiciones finales de las zonas, se desempatará por enfrentamientos mutuos, aplicando en forma sucesiva y excluyente las siguientes normas: 1. El que tenga mayor puntaje sumado todos los partidos disputados entre ellos en cada Clasificación (se entiende por zona clasificación: la zonas de la Clasificación, y “Súper 8” - “Ronda Final”, y las clasificaciones restantes para ubicar los últimos puestos).
2. El que haya sumado mayor cantidad de tries a favor, sumado todos los partidos disputados entre ellos en cada Clasificación
3. El que tenga mayor diferencia entre tantos a favor y en contra, sumado todos los partidos disputados entre ellos en cada Clasificación
4. El que tenga mayor cantidad de tantos a favor, sumado todos los partidos disputados entre ellos en cada Clasificación
5. El que tenga menor cantidad de tantos en contra, sumado todos los partidos disputados entre ellos en cada Clasificación
6. El que tenga la mayor cantidad de partidos ganados en el transcurso de cada Clasificación
7. El que tenga la menor cantidad de partidos perdidos en el transcurso de cada Clasificación
8. El que tenga menor cantidad de expulsados durante el Torneo
9. El que tenga menos cantidad de amonestaciones durante el Torneo
10. Si a pesar de la aplicación de todos los sistemas anteriormente previstos subsistiera el empate, se realizará un sorteo que se llevará a cargo por la Comisión de Competencia, en sede natural el primer día hábil posterior al partido.
11. En caso de empate en puntos en la definición del Campeón de las Copas de Oro, Plata y Bronce, se declararán Campeones a todos los que terminen con el mayor puntaje. Los lugares a ocupar en el Campeonato del Interior de Clubes y Torneos finales en caso de estos empates, se determinarán de acuerdo a los puntos anteriores (1 al 10).
En virtud de la obtención del Torneo del Interior A por parte de Los Tarcos y del Torneo del Interior B por Huirapuca, esta temporada el regional otorga 12 plazas a los torneos nacionales. Los 4 primeros clasificarán al Nacional de Clubes, del quinto al séptimo disputarán el Nacional de Clubes B, el octavo y el noveno jugarán el Torneo del Interior A, mientras que del décimo al decimosegundo representarán a la región en el Torneo del Interior B.

## Equipos participantes
| Equipo                             | Ciudad                | Unión |
| ---------------------------------- | --------------------- | ----- |
| Cardenales                         | San Miguel de Tucumán | URT   |
| Coipú Rugby Club                   | Famaillá              | URT   |
| Gimnasia y Tiro (Salta)            | Salta                 | URS   |
| Huirapuca                          | Concepción            | URT   |
| Jockey Club (Salta)                | Salta                 | URS   |
| Jockey Club (Tucumán)              | Yerba Buena           | URT   |
| Lince Rugby Club                   | San Miguel de Tucumán | URT   |
| Los Tarcos Rugby Club              | San Miguel de Tucumán | URT   |
| Natación y Gimnasia                | San Miguel de Tucumán | URT   |
| Old Lions                          | Santiago del Estero   | USR   |
| Santiago Lawn Tennis               | Santiago del Estero   | USR   |
| Tucumán Lawn Tennis                | San Miguel de Tucumán | URT   |
| Tucumán Rugby                      | Yerba Buena           | URT   |
| Tigres Rugby Club                  | Villa San Lorenzo     | URS   |
| Universitario Rugby Club (Salta)   | Salta                 | URS   |
| Universitario Rugby Club (Tucumán) | San Miguel de Tucumán | URT   |

## Zona de clasificación

### Tabla de posiciones
| Pos. | Equipo               | Encuentros | Encuentros | Encuentros | Encuentros | Tantos | Tantos | Tantos | PB | PB | Puntos |
| Pos. | Equipo               | PJ         | PG         | PE         | PP         | F      | C      | Dif    | BO | BD | Puntos |
| ---- | -------------------- | ---------- | ---------- | ---------- | ---------- | ------ | ------ | ------ | -- | -- | ------ |
| 1.º  | Tucumán Rugby        | 15         | 15         | 0          | 0          | 676    | 266    | 410    | 9  | 0  | 69     |
| 2.º  | Huirapuca            | 15         | 11         | 0          | 4          | 585    | 310    | 275    | 4  | 4  | 52     |
| 3.º  | Los Tarcos           | 15         | 11         | 0          | 4          | 615    | 353    | 262    | 5  | 3  | 52     |
| 4.º  | Universitario (T)    | 15         | 10         | 0          | 5          | 564    | 316    | 248    | 6  | 2  | 48     |
| 5.º  | Universitario RC (S) | 15         | 10         | 0          | 5          | 464    | 299    | 165    | 3  | 3  | 46     |
| 6.º  | Jockey Club (S)      | 15         | 8          | 1          | 6          | 516    | 326    | 190    | 6  | 5  | 45     |
| 7.º  | Cardenales           | 15         | 9          | 0          | 6          | 431    | 373    | 62     | 5  | 2  | 43     |
| 8.º  | Natación y Gimnasia  | 15         | 9          | 0          | 6          | 424    | 353    | 71     | 4  | 3  | 43     |
| 9.º  | Tucumán Lawn Tennis  | 15         | 8          | 0          | 7          | 567    | 326    | 247    | 5  | 5  | 42     |
| 10.º | Lince                | 15         | 6          | 1          | 8          | 336    | 408    | -54    | 1  | 4  | 31     |
| 11.º | Gimnasia y Tiro      | 15         | 6          | 0          | 9          | 393    | 526    | -133   | 4  | 2  | 30     |
| 12.º | Santiago Lawn Tennis | 15         | 6          | 0          | 9          | 423    | 455    | -32    | 3  | 2  | 29     |
| 13.º | Jockey Club (T)      | 15         | 5          | 0          | 10         | 266    | 397    | -131   | 1  | 3  | 24     |
| 14.º | Old Lions            | 15         | 3          | 0          | 12         | 228    | 496    | -268   | 1  | 5  | 18     |
| 15.º | Tigres RC            | 15         | 1          | 0          | 14         | 264    | 654    | -390   |    | 4  | 8      |
| 16.º | Coipu                | 15         | 1          | 0          | 14         | 177    | 994    | -817   |    |    | 4      |

|  | Clasificados a Zona Campeonato       |
|  | Clasificados a Zona Clasificación II |

### Resultados
| Fecha 1              | Fecha 1    | Fecha 1             |
| 6 de marzo           | 6 de marzo | 6 de marzo          |
| Local                | Resultado  | Visitante           |
| -------------------- | ---------- | ------------------- |
| Tucumán R            | 104 - 5    | Coipu               |
| Universitario (T)    | 45 - 29    | Santiago LT         |
| Tucuman LT           | 27 - 7     | Jockey (T)          |
| Cardenales           | 24 - 16    | Tigres              |
| Los Tarcos           | 25 - 22    | Gimnasia y Tiro     |
| Jockey (S)           | 22 - 22    | Lince               |
| Universitario RC (S) | 20 - 16    | Old Lions           |
| Huirapuca            | 41 - 24    | Natación y Gimnasia |

| Fecha 2         | Fecha 2     | Fecha 2              |
| 13 de marzo     | 13 de marzo | 13 de marzo          |
| Local           | Resultado   | Visitante            |
| --------------- | ----------- | -------------------- |
| Coipu           | 22 - 46     | Natación y Gimnasia  |
| Old Lions       | 20 - 24     | Huirapuca            |
| Lince           | 19 - 22     | Universitario RC (S) |
| Gimnasia y Tiro | 30 - 38     | Jockey (S)           |
| Tigres          | 0 - 53      | Los Tarcos           |
| Jockey (T)      | 15 - 10     | Cardenales           |
| Santiago LT     | 27 - 22     | Tucumán LT           |
| Tucumán R       | 26 - 19     | Universitario (T)    |

| Fecha 3              | Fecha 3     | Fecha 3         |
| 20 de marzo          | 20 de marzo | 20 de marzo     |
| Local                | Resultado   | Visitante       |
| -------------------- | ----------- | --------------- |
| Universitario (T)    | 60 - 19     | Coipu           |
| Tucumán LT           | 6 - 31      | Tucumán R       |
| Cardenales           | 28 - 15     | Santiago LT     |
| Los Tarcos           | 32 - 24     | Jockey (T)      |
| Jockey (S)           | 41 - 22     | Tigres          |
| Universitario RC (S) | 27 - 21     | Gimnasia y Tiro |
| Huirapuca            | 18 - 22     | Lince           |
| Natación y Gimnasia  | 33 - 12     | Old Lions       |

| Fecha 4           | Fecha 4    | Fecha 4              |
| 29 de mayo        | 29 de mayo | 29 de mayo           |
| Local             | Resultado  | Visitante            |
| ----------------- | ---------- | -------------------- |
| Coipu             | 6 - 35     | Old Lions            |
| Lince             | 24 - 31    | Natación y Gimnasia  |
| Gimnasia y Tiro   | 31 - 27    | Huirapuca            |
| Tigres            | 19 - 60    | Universitario RC (S) |
| Jockey (T)        | 7 - 29     | Jockey (S)           |
| Santiago LT       | 40 - 60    | Los Tarcos           |
| Tucumán R         | 47 - 16    | Cardenales           |
| Universitario (T) | 13 - 23    | Tucumán LT           |

| Fecha 5              | Fecha 5    | Fecha 5           |
| 29 de mayo           | 29 de mayo | 29 de mayo        |
| Local                | Resultado  | Visitante         |
| -------------------- | ---------- | ----------------- |
| Tucumán LT           | 116 - 5    | Coipu             |
| Cardenales           | 7 - 28     | Universitario (T) |
| Los Tarcos           | 24 - 28    | Tucumán R         |
| Jockey (S)           | 27 - 34    | Santiago LT       |
| Universitario RC (S) | 22 - 5     | Jockey (T)        |
| Huirapuca            | 102 - 7    | Tigres            |
| Natación y Gimnasia  | 40 - 3     | Gimnasia y Tiro   |
| Old Lions            | 12 - 8     | Lince             |

| Fecha 6           | Fecha 6     | Fecha 6              |
| 12 de junio       | 12 de junio | 12 de junio          |
| Local             | Resultado   | Visitante            |
| ----------------- | ----------- | -------------------- |
| Coipu             | 7 - 35      | Lince                |
| Gimnasia y Tiro   | 19 - 12     | Old Lions            |
| Tigres            | 30 - 36     | Natación y Gimnasia  |
| Jockey (T)        | 10 - 38     | Huirapuca            |
| Santiago LT       | 27 - 28     | Universitario RC (S) |
| Tucumán R         | 25 - 18     | Jockey (S)           |
| Universitario (T) | 25 - 41     | Los Tarcos           |
| Tucumán LT        | 31 - 32     | Cardenales           |

| Fecha 7              | Fecha 7     | Fecha 7           |
| 19 de junio          | 19 de junio | 19 de junio       |
| Local                | Resultado   | Visitante         |
| -------------------- | ----------- | ----------------- |
| Cardenales           | 47 - 12     | Coipu             |
| Los Tarcos           | 44 - 26     | Tucumán LT        |
| Jockey (S)           | 24 - 29     | Universitario (T) |
| Universitario RC (S) | 23 - 30     | Tucumán R         |
| Huirapuca            | 33 - 22     | Santiago LT       |
| Natación y Gimnasia  | 30 - 27     | Jockey (T)        |
| Old Lions            | 25 - 23     | Tigres            |
| Lince                | 27 - 28     | Gimnasia y Tiro   |

| Fecha 8           | Fecha 8     | Fecha 8              |
| 26 de junio       | 26 de junio | 26 de junio          |
| Local             | Resultado   | Visitante            |
| ----------------- | ----------- | -------------------- |
| Coipu             | 21 - 54     | Gimnasia y Tiro      |
| Tigres            | 9 - 16      | Lince                |
| Jockey (T)        | 17 - 15     | Old Lions            |
| Santiago LT       | 27 - 12     | Natación y Gimnasia  |
| Tucumán R         | 24 - 23     | Huirapuca            |
| Universitario (T) | 21 - 15     | Universitario RC (S) |
| Tucumán LT        | 34 - 9      | Jockey (S)           |
| Cardenales        | 30 - 40     | Los Tarcos           |

| Fecha 9              | Fecha 9    | Fecha 9           |
| 2 de julio           | 2 de julio | 2 de julio        |
| Local                | Resultado  | Visitante         |
| -------------------- | ---------- | ----------------- |
| Los Tarcos           | 87 - 5     | Coipu             |
| Jockey (S)           | 40 - 14    | Cardenales        |
| Universitario RC (S) | 21 - 19    | Tucumán LT        |
| Huirapuca            | 34 - 20    | Universitario (T) |
| Natación y Gimnasia  | 23 - 28    | Tucumán R         |
| Old Lions            | 12 - 16    | Santiago LT       |
| Lince                | 21 - 16    | Jockey (T)        |
| Gimnasia y Tiro      | 62 - 36    | Tigres            |

| Fecha 10          | Fecha 10    | Fecha 10             |
| 10 de julio       | 10 de julio | 10 de julio          |
| Local             | Resultado   | Visitante            |
| ----------------- | ----------- | -------------------- |
| Coipu             | 37 - 31     | Tigres               |
| Jockey (T)        | 32 - 23     | Gimnasia y Tiro      |
| Santiago LT       | 15 - 36     | Lince                |
| Tucumán R         | 59 - 24     | Old Lions            |
| Universitario (T) | 31 - 37     | Natación y Gimnasia  |
| Tucumán LT        | 24 - 31     | Huirapuca            |
| Cardenales        | 32 - 10     | Universitario RC (S) |
| Los Tarcos        | 40 - 38     | Jockey (S)           |

| Fecha 11             | Fecha 11    | Fecha 11          |
| 17 de julio          | 17 de julio | 17 de julio       |
| Local                | Resultado   | Visitante         |
| -------------------- | ----------- | ----------------- |
| Jockey (Salta)       | 97 - 10     | Coipu             |
| Universitario RC (S) | 46 - 17     | Los Tarcos        |
| Huirapuca            | 29 - 22     | Cardenales        |
| Natación y Gimnasia  | 20 - 22     | Tucumán LT        |
| Old Lions            | 7 - 57      | Universitario (T) |
| Lince                | 17 - 64     | Tucumán R         |
| Gimnasia y Tiro      | 39 - 36     | Santiago LT       |
| Tigres               | 17 - 13     | Jockey (T)        |

| Fecha 12          | Fecha 12    | Fecha 12             |
| 24 de julio       | 24 de julio | 24 de julio          |
| Local             | Resultado   | Visitante            |
| ----------------- | ----------- | -------------------- |
| Coipu             | 10 - 31     | Jockey (T)           |
| Santiago LT       | 50 - 12     | Tigres               |
| Tucumán R         | 59 - 5      | Gimnasia y Tiro      |
| Universitario (T) | 51 - 11     | Lince                |
| Tucumán LT        | 48 - 6      | Old Lions            |
| Cardenales        | 23 - 22     | Natación y Gimnasia  |
| Los Tarcos        | 23 - 27     | Huirapuca            |
| Jockey (S)        | 15 - 14     | Universitario RC (S) |

| Fecha 13             | Fecha 13    | Fecha 13          |
| 31 de julio          | 31 de julio | 31 de julio       |
| Local                | Resultado   | Visitante         |
| -------------------- | ----------- | ----------------- |
| Universitario RC (S) | 119 - 0     | Coipu             |
| Huirapuca            | 30 - 28     | Jockey (S)        |
| Natación y Gimnasia  | 28 - 26     | Los Tarcos        |
| Old Lions            | 17 - 45     | Cardenales        |
| Lince                | 32 - 31     | Tucumán LT        |
| Gimnasia y Tiro      | 18 - 35     | Universitario (T) |
| Tigres               | 22 - 50     | Tucumán R         |
| Jockey (T)           | 39 - 29     | Santiago LT       |

| Fecha 14             | Fecha 14    | Fecha 14            |
| 7 de agosto          | 7 de agosto | 7 de agosto         |
| Local                | Resultado   | Visitante           |
| -------------------- | ----------- | ------------------- |
| Coipu                | 12 - 32     | Santiago LT         |
| Tucumán R            | 48 - 17     | Jockey (T)          |
| Universitario (T)    | 85 - 20     | Tigres              |
| Tucumán LT           | 53 - 7      | Gimnasia y Tiro     |
| Cardenales           | 40 - 22     | Lince               |
| Los Tarcos           | 61 - 0      | Old Lions           |
| Jockey (S)           | 30 - 3      | Natación y Gimnasia |
| Universitario RC (S) | 30 - 24     | Huirapuca           |

| Fecha 15            | Fecha 15     | Fecha 15             |
| 14 de agosto        | 14 de agosto | 14 de agosto         |
| Local               | Resultado    | Visitante            |
| ------------------- | ------------ | -------------------- |
| Huirapuca           | 104 - 3      | Coipu                |
| Natación y Gimnasia | 34 - 7       | Universitario RC (S) |
| Old Lions           | 12 - 60      | Jockey (S)           |
| Lince               | 24 - 42      | Los Tarcos           |
| Gimnasia y Tiro     | 29 - 58      | Cardenales           |
| Tigres              | 35 - 84      | Tucumán LT           |
| Jockey (T)          | 5 - 45       | Universitario (T)    |
| Santiago LT         | 24 - 52      | Tucumán R            |

## Zona Campeonato

### Tabla de posiciones
| Pos. | Equipo               | Encuentros | Encuentros | Encuentros | Encuentros | Tantos | Tantos | Tantos | PB | PB | Puntos |
| Pos. | Equipo               | PJ         | PG         | PE         | PP         | F      | C      | Dif    | BO | BD | Puntos |
| ---- | -------------------- | ---------- | ---------- | ---------- | ---------- | ------ | ------ | ------ | -- | -- | ------ |
| 1.º  | Huirapuca            | 7          | 5          | 1          | 1          | 304    | 229    | 75     | 2  | 1  | 25     |
| 2.º  | Universitario (T)    | 7          | 6          | 0          | 1          | 242    | 218    | 24     | 1  | 0  | 25     |
| 3.º  | Tucumán Rugby        | 7          | 5          | 0          | 2          | 250    | 137    | 113    | 3  | 1  | 24     |
| 4.º  | Los Tarcos           | 7          | 5          | 0          | 2          | 244    | 169    | 75     | 3  | 1  | 24     |
| 5.º  | Universitario RC (S) | 7          | 3          | 0          | 4          | 195    | 231    | -36    | 1  | 2  | 15     |
| 6.º  | Cardenales           | 7          | 2          | 0          | 5          | 191    | 235    | -44    | 1  | 2  | 11     |
| 7.º  | Jockey Club (S)      | 7          | 1          | 1          | 5          | 150    | 214    | -64    | 0  | 2  | 8      |
| 8.º  | Natación y Gimnasia  | 7          | 0          | 0          | 7          | 115    | 258    | -143   | 0  | 2  | 2      |

|  | Clasificados a la Copa de Oro y al Nacional de Clubes 2017 |
|  | Clasificados a la Copa de Plata                            |

### Resultados
| Fecha 1           | Fecha 1      | Fecha 1              |
| 21 de agosto      | 21 de agosto | 21 de agosto         |
| Local             | Resultado    | Visitante            |
| ----------------- | ------------ | -------------------- |
| Tucumán R         | 36 - 7       | Universitario RC (S) |
| Huirapuca         | 29 - 29      | Jockey (S)           |
| Los Tarcos        | 41 - 19      | Cardenales           |
| Universitario (T) | 28 - 25      | Natación y Gimnasia  |

| Fecha 2             | Fecha 2      | Fecha 2              |
| 28 de agosto        | 28 de agosto | 28 de agosto         |
| Local               | Resultado    | Visitante            |
| ------------------- | ------------ | -------------------- |
| Jockey (S)          | 7 - 41       | Tucumán R            |
| Cardenales          | 26 - 30      | Universitario RC (S) |
| Natación y Gimnasia | 26 - 29      | Huirapuca            |
| Universitario (T)   | 36 - 29      | Los Tarcos           |

| Fecha 3              | Fecha 3         | Fecha 3             |
| 4 de septiembre      | 4 de septiembre | 4 de septiembre     |
| Local                | Resultado       | Visitante           |
| -------------------- | --------------- | ------------------- |
| Tucumán R            | 50 - 31         | Cardenales          |
| Jockey (S)           | 35 - 24         | Natación y Gimnasia |
| Universitario RC (S) | 31 - 32         | Universitario (T)   |
| Huirapuca            | 26 - 18         | Los Tarcos          |

| Fecha 4             | Fecha 4          | Fecha 4              |
| 11 de septiembre    | 11 de septiembre | 11 de septiembre     |
| Local               | Resultado        | Visitante            |
| ------------------- | ---------------- | -------------------- |
| Natación y Gimnasia | 7 - 47           | Tucumán R            |
| Universitario (T)   | 35 - 28          | Cardenales           |
| Los Tarcos          | 36 - 18          | Jockey (S)           |
| Huirapuca           | 77 - 35          | Universitario RC (S) |

| Fecha 5              | Fecha 5          | Fecha 5           |
| 18 de septiembre     | 18 de septiembre | 18 de septiembre  |
| Local                | Resultado        | Visitante         |
| -------------------- | ---------------- | ----------------- |
| Tucumán R            | 12 - 14          | Universitario (T) |
| Natación y Gimnasia  | 12 - 42          | Los Tarcos        |
| Cardenales           | 23 - 41          | Huirapuca         |
| Universitario RC (S) | 18 - 15          | Jockey (S)        |

| Fecha 6              | Fecha 6          | Fecha 6             |
| 25 de septiembre     | 25 de septiembre | 25 de septiembre    |
| Local                | Resultado        | Visitante           |
| -------------------- | ---------------- | ------------------- |
| Los Tarcos           | 33 - 20          | Tucumán R           |
| Huirapuca            | 64 - 54          | Universitario (T)   |
| Universitario RC (S) | 36 - 0           | Natación y Gimnasia |
| Jockey (S)           | 17 - 23          | Cardenales          |

| Fecha 7           | Fecha 7      | Fecha 7              |
| 2 de octubre      | 2 de octubre | 2 de octubre         |
| Local             | Resultado    | Visitante            |
| ----------------- | ------------ | -------------------- |
| Tucumán R         | 44 - 38      | Huirapuca            |
| Los Tarcos        | 45 - 38      | Universitario RC (S) |
| Universitario (T) | 43 - 29      | Jockey (S)           |
| Cardenales        | 41 - 21      | Natación y Gimnasia  |

## Zona de Clasificación II

### Tabla de posiciones
| Pos. | Equipo               | Encuentros | Encuentros | Encuentros | Encuentros | Tantos | Tantos | Tantos | PB | PB | Puntos |
| Pos. | Equipo               | PJ         | PG         | PE         | PP         | F      | C      | Dif    | BO | BD | Puntos |
| ---- | -------------------- | ---------- | ---------- | ---------- | ---------- | ------ | ------ | ------ | -- | -- | ------ |
| 1.º  | Tucumán Lawn Tennis  | 7          | 7          | 0          | 0          | 341    | 106    | 235    | 5  | 0  | 33     |
| 2.º  | Santiago Lawn Tennis | 7          | 5          | 0          | 2          | 207    | 184    | 23     | 1  | 1  | 22     |
| 3.º  | Old Lions (SdE)      | 7          | 4          | 1          | 2          | 198    | 156    | 42     | 1  | 0  | 19     |
| 4.º  | Lince                | 7          | 3          | 2          | 2          | 198    | 198    | 0      | 0  | 1  | 17     |
| 5.º  | Jockey Club (T)      | 7          | 3          | 0          | 4          | 184    | 171    | 13     | 1  | 2  | 15     |
| 6.º  | Gimnasia y Tiro (S)  | 7          | 2          | 1          | 4          | 200    | 218    | -18    | 1  | 2  | 13     |
| 7.º  | Tigres RC (S)        | 7          | 1          | 1          | 5          | 188    | 247    | -59    | 1  | 2  | 9      |
| 8.º  | Coipú (Famaillá)     | 7          | 0          | 1          | 6          | 111    | 347    | -236   | 0  | 0  | 2      |

|  | Clasificados a la Copa de Bronce |
|  | Clasificados a la Copa Bowl      |

### Resultados
| Fecha 1         | Fecha 1      | Fecha 1      |
| 21 de agosto    | 21 de agosto | 21 de agosto |
| Local           | Resultado    | Visitante    |
| --------------- | ------------ | ------------ |
| Tucumán LT      | 37 - 13      | Jockey (T)   |
| Lince           | 27 - 27      | Old Lions    |
| Gimnasia y Tiro | 39 - 21      | Tigres       |
| Santiago LT     | 57 - 19      | Coipú        |

| Fecha 2      | Fecha 2      | Fecha 2         |
| 28 de agosto | 28 de agosto | 28 de agosto    |
| Local        | Resultado    | Visitante       |
| ------------ | ------------ | --------------- |
| Old Lions    | 17 - 32      | Tucumán LT      |
| Tigres       | 26 - 27      | Jockey (T)      |
| Coipú        | 22 - 45      | Lince           |
| Santiago LT  | 37 - 21      | Gimnasia y Tiro |

| Fecha 3         | Fecha 3         | Fecha 3         |
| 4 de septiembre | 4 de septiembre | 4 de septiembre |
| Local           | Resultado       | Visitante       |
| --------------- | --------------- | --------------- |
| Tucumán LT      | 80 - 14         | Tigres          |
| Old Lions       | 57 - 5          | Coipú           |
| Jockey (T)      | 15 - 23         | Santiago LT     |
| Lince           | 29 - 27         | Gimnasia y Tiro |

| Fecha 4          | Fecha 4          | Fecha 4          |
| 11 de septiembre | 11 de septiembre | 11 de septiembre |
| Local            | Resultado        | Visitante        |
| ---------------- | ---------------- | ---------------- |
| Coipú            | 3 - 57           | Tucumán LT       |
| Santiago LT      | 30 - 23          | Tigres           |
| Gimnasia y Tiro  | 24 - 36          | Old Lions        |
| Lince            | 29 - 28          | Jockey (T)       |

| Fecha 5          | Fecha 5          | Fecha 5          |
| 18 de septiembre | 18 de septiembre | 18 de septiembre |
| Local            | Resultado        | Visitante        |
| ---------------- | ---------------- | ---------------- |
| Tucumán LT       | 61 - 17          | Santiago LT      |
| Coipú            | 33 - 33          | Gimnasia y Tiro  |
| Tigres           | 23 - 23          | Lince            |
| Jockey (T)       | 26 - 8           | Old Lions        |

| Fecha 6          | Fecha 6          | Fecha 6          |
| 25 de septiembre | 25 de septiembre | 25 de septiembre |
| Local            | Resultado        | Visitante        |
| ---------------- | ---------------- | ---------------- |
| Gimnasia y Tiro  | 27 - 34          | Tucumán LT       |
| Lince            | 30 - 31          | Santiago LT      |
| Jockey (T)       | 47 - 19          | Coipú            |
| Old Lions        | 38 - 30          | Tigres           |

| Fecha 7         | Fecha 7      | Fecha 7      |
| 2 de octubre    | 2 de octubre | 2 de octubre |
| Local           | Resultado    | Visitante    |
| --------------- | ------------ | ------------ |
| Tucumán LT      | 40 - 15      | Lince        |
| Gimnasia y Tiro | 29 - 28      | Jockey (T)   |
| Santiago LT     | 12 - 15      | Old Lions    |
| Tigres          | 51 - 10      | Coipú        |

## Copa Oro
| Equipos       | Encuentros | Encuentros | Encuentros | Encuentros | Pts. Bonus | Puntos | Clasificación |
| Equipos       | PJ         | PG         | PE         | PP         | Pts. Bonus | Puntos | Clasificación |
| ------------- | ---------- | ---------- | ---------- | ---------- | ---------- | ------ | ------------- |
| Tarcos        | 3          | 2          | 0          | 1          | 2          | 34     | Campeón       |
| Universitario | 3          | 2          | 0          | 1          | 1          | 34     | Campeón       |
| Tucumán Rugby | 3          | 2          | 0          | 1          | 0          | 32     |               |
| Huirapuca     | 3          | 0          | 0          | 3          | 0          | 25     |               |
| Campeones.    |        |
| Universitario | Tarcos |
|               |        |